# 肥胖斑捻螺
肥胖斑捻螺（学名：Punctacteon virgatus）为捻螺科斑捻螺属的动物。分布于日本、菲律宾、斐济，包括黄海、福建、广东等海域，属于暖水性种。其常生活于潮间带-潮下带浅水区泥砂质底。